# 欧苏瓦地区蒙莱
欧苏瓦地区蒙莱（法語：Montlay-en-Auxois，法語發音：[mɔ̃lɛ ɑ̃.n‿o(k)swa]），或纯音译作蒙莱昂诺苏瓦、蒙莱昂诺克苏瓦，是法国科多尔省的一个市镇，位于该省西部，属于蒙巴尔区。

## 地理
欧苏瓦地区蒙莱（47°21'0"N, 4°16'50"E）面积17.36 平方千米，位于法国勃艮第-弗朗什-孔泰大區科多尔省，该省份为法国中东部省份，北起奥布省，西接涅夫勒省和约讷省，南至索恩-卢瓦尔省，东南接汝拉省，东临上索恩省，东北部与上马恩省接壤。
与欧苏瓦地区蒙莱接壤的市镇（或旧市镇、城区）包括：瑞耶奈、索略、圣迪迪耶、维克苏蒂勒、维拉尔瓜、拉库尔达尔瑟奈、莫尔费、拉莫特泰尔南。

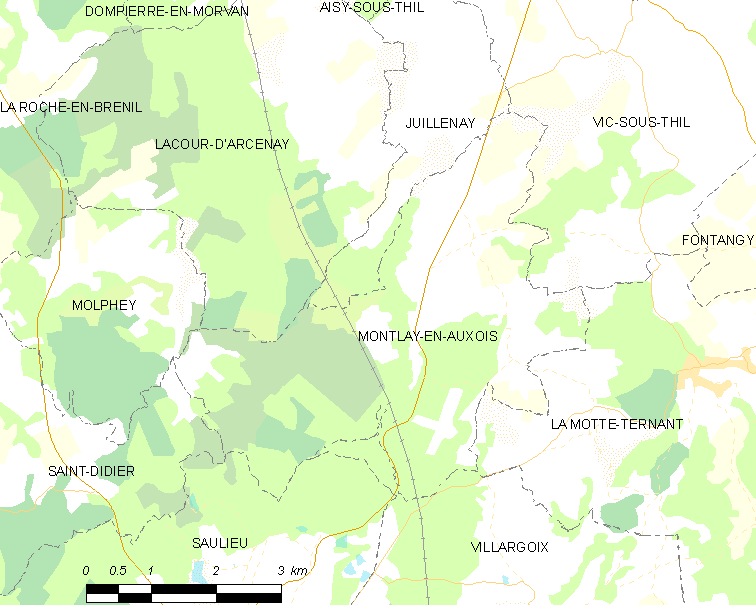
欧苏瓦地区蒙莱的OSM定位图

欧苏瓦地区蒙莱的时区为UTC+01:00、UTC+02:00（夏令时）。

## 行政
欧苏瓦地区蒙莱的邮政编码为21210，INSEE市镇编码为21434。

## 政治
欧苏瓦地区蒙莱所属的省级选区为欧苏瓦地区瑟米尔县。

## 人口

1962-2008年间欧苏瓦地区蒙莱人口变化图示

欧苏瓦地区蒙莱于2022年1月1日时的人口数量为195人。